# Джон льо Каре
Джон льо Каре (на английски: John le Carré) е псевдоним на английския писател Дейвид Джон Мур Корнуел (на английски: David John Moore Cornwell), автор на шпионски романи.

## Биография

### Детство
Дейвид Джон Мур Корнуел е роден на 19 октомври 1931 г. в Пул, Дорсет, Англия. Баща му е Роналд Томас Арчибалд (Рони) Корнуел (1905–75), и майка му е Олив Мур Корнуел (родена Гласи, р. 1906–1989). Неговият по-голям брат, Тони (1929–2017), е изпълнителен директор на рекламата и окръжен играч по крикет (за Дорсет), който по-късно живее в Съединените щати. Неговата по-малка полусестра е актрисата Шарлот Корнуел (1949–2021), а по-малкият му полубрат Рупърт Корнуел (1946–2017) е бивш шеф на бюрото във Вашингтон за The Independent. Корнуел няма много ранни спомени за майка си, която напуска семейния им дом, когато той е на пет години. Негов чичо по майчина линия е либералният депутат Алек Гласи. Когато Корнуел е на 21 години, Гласи му дава адреса в Ипсуич, където живее майка му. Около шестнадесет години по-късно майка и син се запознават отново на железопътната платформа в Ипсуич по нейна писмена покана, след първоначалното писмо за помирение на Корнуел.
Бащата на Корнуел е лежал в затвора за застрахователна измама и е известен съдружник на близнаците Роналд и Реджиналд Крей. Семейството непрекъснато беше в дългове. Връзката баща-син е описвана като „трудна“. „Гардиън“ съобщава, че Льо Каре си спомня, че е бил „бит от баща си и е растял без обич, след като майка му го е изоставила на петгодишна възраст“. Рик Пим, интригант измамник и баща на Магнус Пим, главния герой от A Perfect Spy, има Рони за свой прототип. Когато баща му умира през 1975 г., Корнуел плаща за погребална служба, но не присъства, сюжетна точка, повторена в A Perfect Spy.

### Образование
Корнуел учи първоначално в подготвителното училище „Сейнт Андрюс“, близо до Пангборн, Бъркшър, и продължава в училище „Шерборн“. Недоволен е от типичния суров режим на английското държавно училище по онова време и не харесва дисциплиниращия директор. Напуска Шерборн рано, за да следва чужди езици в университета в Берн през 1948–1949 г. През 1950 г. получава повиквателна от националната служба и служи в Разузнавателния корпус на британската армия, разположен в окупираната от Съюзниците Австрия, работейки като водещ разпити на немски език хора, прекосили Желязната завеса на Запад. През 1952 г. се завръща в Англия, за да следва в Линкълн Колидж, Оксфорд, където работи тайно за Британската служба за сигурност, MI5, шпионирайки крайнолеви групи за отношенията им с потенциални съветски агенти. По време на следването си е член на колежанско общество за хранене, известно като The Goblin Club.
Когато баща му обявява в несъстоятелност през 1954 г., Корнуел напуска Оксфорд, за да преподава в подготвителното училище в Милфийлд; но година по-късно се връща в Оксфорд и завършва през 1956 г. с първокласна степен по съвременни езици. След това преподава френски и немски език в Итън Колидж в продължение на две години, като през 1958 г. става офицер от MI5.

### Смърт
Льо Каре умира в Royal Cornwall Hospital, Труро, на 12 декември 2020 г., на 89 години. Разследване, завършено през юни 2021 г., заключава, че Льо Каре е починал, след претърпяно падане в дома му. Съпругата му Валери умира на 27 февруари 2021 г., два месеца след съпруга си, на 82 години.
Синът на Льо Каре Тимъти умира на 31 май 2022 г. на 59-годишна възраст, малко след като завършва редактирането на A Private Spy, колекция от писма на баща му.

## Отличия и награди
- 1963 – Златен кинжал на Асоциацията на британските криминални писатели за Шпионина, който дойде от студа[18]
- 1964 – Награда „Съмърсет Моъм“ за Шпионинът, който дойде от студа[19]
- 1965 – Награда „Едгар“ на Асоциацията на американските криминални писатели за Шпионинът, който дойде от студа[20]
- 1977 – Златен кинжал на Асоциацията на британските криминални писатели за The Honourable Schoolboy[18]
- 1977 – Мемориална награда „Джеймс Тейт Блек Награда за художествена литература за The Honourable Schoolboy[21]
- 1983 – награда на Японската асоциация за приключенска фантастика за The Little Drummer Girl[22]
- 1984 – почетен член на Линкълн Колидж, Оксфордски университет[23]
- 1984 – Велик майстор „Едгар“ на Асоциацията на американските криминални писатели[20]
- 1988 – Награда за цялостен принос Диамантен кинжал на Асоциацията на британските криминални писатели[24]
- 1988 – награда „Малапарте“, Италия[23]
- 1990 – почетен доктор на Университета на Ексетър[25]
- 1990 – награда „Хелмерих“ на Библиотечния тръст на Тулса[26]
- 1996 – почетен доктор на Университета на Сейнт Андрюс[27]
- 1997 – почетен доктор на Университета на Саутхемптън[28]
- 1998 – почетен доктор на Университета на Бат[29]
- 2005 – Асоциация на криминалните писатели Кинжал на кинжалите за Шпионина, който дойде от студа[30]
- 2005 – Командор на Ордена за изкуство и литература, Франция[23]
- 2008 – почетен доктор на Бернския университет[31]
- 2011 – медал „Гьоте“, присъден от Гьоте институт[32][33]
- 2012 – почетен доктор по литература на Оксфордския университет[34]
- 2020 – награда „Улоф Палме“[35] – льо Каре дарява паричната част от наградата в размер от 100 хиляди щатски долара на „Лекари без граници“[36]

### Самостоятелни романи
- A Small Town in Germany (1968)
Един малък град в Германия, прев. Борис Миндов, София: ОФ, 1972
- The Naive and Sentimental Lover (1971)
- The Little Drummer Girl (1983)
Малката барабанчица, прев. Лидия Шведова, т.1 и т.2, София: Интерпринт, 1992
- A Perfect Spy (1986)
- The Russia House (1989)
Отдел „Русия“, прев. Веселин Лаптев, София: Народна култура, 1992
- The Night Manager (1993)
Нощният управител, прев. Венцислав Венков, София: Колибри, 2022
- Our Game (1995)
Нашата игра, прев. Владимир Германов, Велико Търново: Абагар, 1996
- The Tailor of Panama (1996)
- Single and Single (1999)
Сингъл & Сингъл, прев. Ивайла Божанова, София: Унискорп, 2005
- The Constant Gardener (2000)
Вечният градинар, прев. Боян Дамянов, изд.: ИК „Обсидиан“, София, 2001
- Absolute Friends (2003)
Абсолютни приятели, прев. Боян Дамянов, изд.: ИК „Обсидиан“, София, 2004
- The Mission Song (2006)
- A Most Wanted Man (2008)
Най-търсеният човек, прев. Венцислав Венков, София: Колибри, 2011
- Our Kind of Traitor (2010)
Изменник по вкуса ни, прев. Венцислав Венков, София: Колибри, 2013
- A Delicate Truth (2013)
- Agent Running in the Field (2019)
Работа с агенти на терен, прев. Венцислав Венков, София: Колибри, 2021
- Silverview (2021) (публикуван посмъртно)

### Серия „Джордж Смайли“ (Smiley)
1. A Call for the Dead (1961)
Събуждане на мъртвеца, прев. Васил Антонов, Бургас: Делфин прес, 1990
2. A Murder of Quality (1962)
Убийство от класа, прев. Огнян Иванов, София: Панорама, 1991
3. The Spy Who Came in from the Cold (1963) - награда "Златен кинжал"
Шпионинът, който дойде от студа, прев. Анелия Данилова, София: Интерпринт, 1991
4. The Looking Glass War (1965)
5. Tinker, Tailor, Soldier, Spy (1974)
Дама, поп, асо, шпионин, прев. Герасим Славов, София: Колибри, 2013
6. The Honourable Schoolboy (1977) - награда "Златен кинжал"
Достопочтеният ученик, прев. Венцислав Венков, София: Колибри, 2016
7. Smiley's People (1979)
Екипът на Смайли, прев. Венцислав Венков, София: Колибри, 2017
8. The Secret Pilgrim (1990)
Секретният пилигрим, прев. Тинко Трифонов, Варна: Компас, 1993
9. A Legacy of Spies (2017)
Шпионско наследство, прев. Венцислав Венков, София: Колибри, 2018

### Сборници
- Favourite Spy Stories (1981) – с Джоузеф Конрад, Алфонс Доде, Лен Дейтън, Артър Конан Дойл, Греъм Грийн, Уилям ле Кио, Волфганг Лоц, Сакс Ромер и Денис Уитли
- Ox-Tales:Fire (2009) – с Джеф Дайър, Себастиан Фолкс, Марк Хадън, Виктория Хислъп, Викрам Сет, Лионел Шрайвър, Али Смит, Уилям Сътклиф, Джанет Уинтърсън и Сяолу Гуо

### Документалистика
- Not One More Death (2006) – с Ричард Докинс, Брайън Ено, Мишел Фейбър и Харолд Пинтър
- The Pigeon Tunnel (2016)